# Dunderpatrullen
Dunderpatrullen est un groupe suédois de bitpop électronique originaire d'Östersund, dans le comté de Jämtland. Le groupe a joué à un certain nombre d'événements majeurs comme le Datorspelfestivalen à la DreamHack et la conférence d'anime Närcon,,, et a sorti trois albums depuis ses débuts.
Sa musique est inspirée par les jeux vidéo, avec des références à des jeux vidéo classiques,, comme les jeux Zelda, Super Mario Bros dont la popularité a apporté au groupe une très fidèle base de fans parmi les personnes intéressées par ces jeux.

## Histoire
Le groupe est fondé par Jim Lindgren en 2007 à Östersund. Peu de temps après, Magnus Lemon et Stefan Björn le rejoignent, et le groupe sort la même année son premier album, For Great Justice. En 2010, il sort son deuxième album, un EP intitulé Fan, vad han skrek när vi åt pizza här sist!, qui a été suivi par l'album Analoga Stereoider. Cette même année, Magnus Lemon quitte le groupe, et est remplacé par Patrik Andersson.
Le premier clip du groupe sort en 2012 et inclut le single Arga Leken, qui est rapidement utilisé pour des remixes par de nombreux autres groupes bien connus dans le même genre,, comme Bossfight et Algar. Cette même année sort un nouveau single, Oj! Vilken Överraskning!, qui est vu plus de 1 000 000 de fois sur internet.
Oj! Vilken Överraskning! attire l'attention du présentateur radio et télévision Adam Alsing et de l'ancien juge de l'émission Idol Daniel Breitholtz, qui offrent au groupe un contrat d'enregistrement,,.
En 2013, le groupe annonce être rejoint par un quatrième membre, Erik Sjöstrand, ancien membre du groupe bitpop Bossfight,.
Le groupe joue pour la première fois en concert en 2007 au Storsjöteatern à Östersund, en Suède, et a depuis joué notamment à Copenhague et à la Nalen à Stockholm,.

## Membres
- Jim Lindgren (2007-présent)
- Stefan Björn (2007-présent)
- Patrik Andersson (2010-présent)
- Niklas Tillman (2015-présent)

## Anciens membres
- Magnus « Clemmons » Lemon (2007-2010)
- Erik Sjöstrand (2013-2017)

## Discographie

### Albums
- 2007 - For Great Justice
- 2010 - Analoga Stereoider
- 2014 - Keygeneration

### EP
- 2010 - Fan, vad han skrek när vi åt pizza här sist!

### Singles
- 2012 - Arga Leken
- 2012 - Oj! Vilken Överraskning!
- 2015 - Crazy Swing
- 2016 - Övningsköra
- 2016 - I din syster
- 2017 - We are number one
- 2017 - Dansbandstechno
- 2018 - Bästa kompisar